# Leptopelis millsoni
Leptopelis millsoni är en groddjursart som först beskrevs av George Albert Boulenger 1895.  Leptopelis millsoni ingår i släktet Leptopelis och familjen Arthroleptidae. IUCN kategoriserar arten globalt som livskraftig. Inga underarter finns listade i Catalogue of Life.